# Veliki Krš
Veliki Krš (în sârbă Велики крш) este un munte din estul Serbiei, în apropierea orașului Bor. Vârful său cel mai înalt, Veliki krš, are o altitudine de 1.148 de metri deasupra nivelului mării. La fel ca și munții Mali Krš și Stol, aflați în apropiere, el este dominat de formațiuni carstice, ei fiind cunoscuți sub numele de „Gornjanski kras”. Veliki Krš are o creastă carstică alungită la partea superioară.